# Ondergedoken moerasscherm
Ondergedoken moerasscherm (Helosciadium inundatum) is een overblijvende waterplant die behoort tot de schermbloemenfamilie (Apiaceae). De soort staat op de  Nederlandse Rode lijst van planten als zeldzaam en matig afgenomen. De plant komt van nature voor in West-Europa en Marokko.
De plant wordt 15-60 cm hoog en heeft een zwevende of in de modder kruipende stengel, die op de knopen wortelt. De ondergedoken bladeren zijn tweevoudig- tot drievoudig geveerd met haarfijne slippen. De boven het water uitstekende bladeren hebben en wigvormige voet en zijn geveerd met vaak drielobbige blaadjes. De bladsteel is hol.
Ondergedoken moerasscherm bloeit van juni tot augustus met witte, 2 mm grote bloemen, die in een kortgesteeld, tweestralig soms vierstralig scherm zitten. Er zijn vijf of zes omwindselblaadjes, maar de omwindselbladen ontbreken.

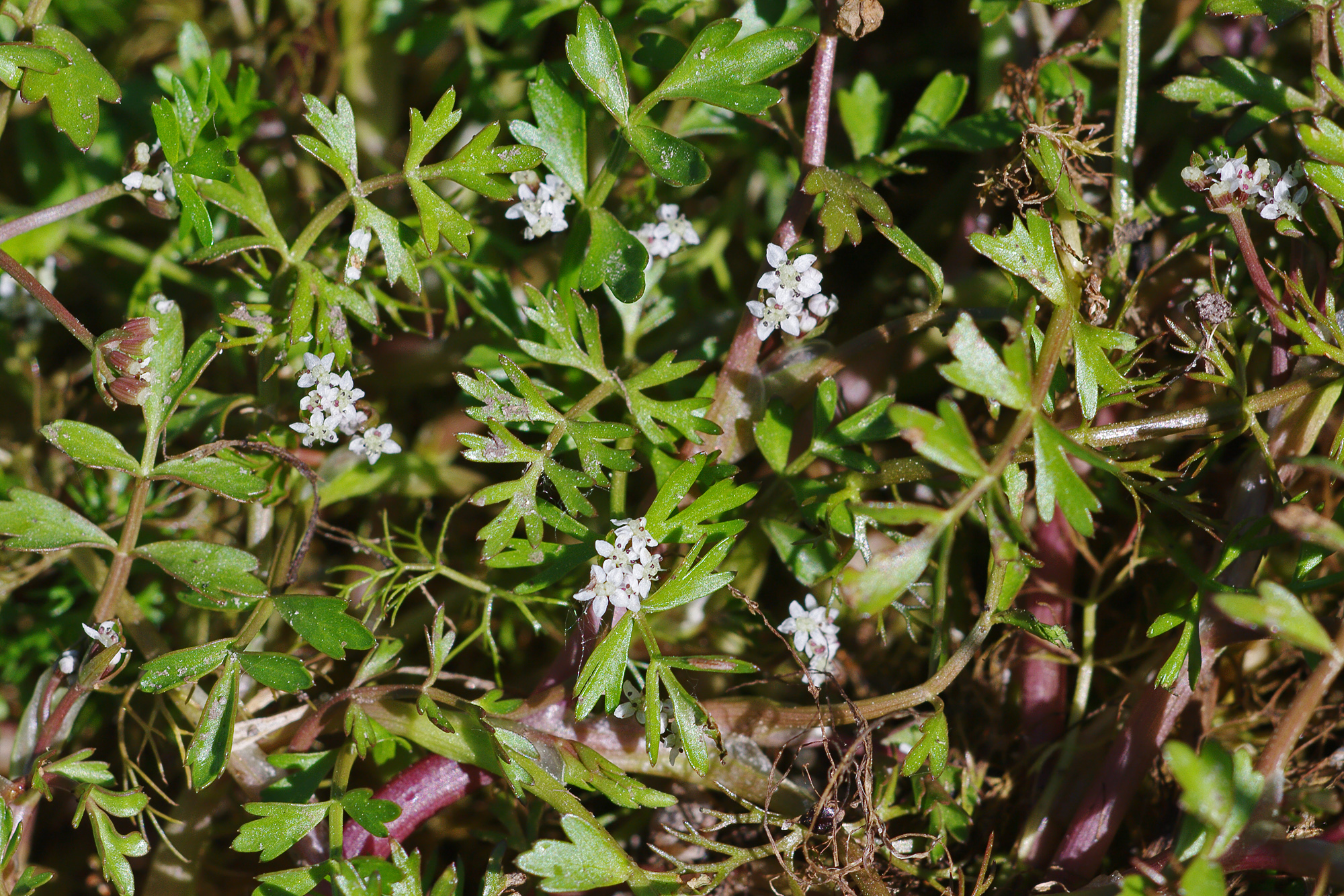
Bloemen

De 2,5-3 mm lange, elliptische vrucht is een tweedelige splitvrucht met vrij brede, uitstekende ribben.
De plant komt voor in ondiep, matig voedselarm water in sloten, vennen en duinmeertjes.

## Namen in andere talen
De namen in andere talen kunnen vaak eenvoudig worden opgezocht met de interwiki-links.
- Duits: Flutender Sellerie
- Engels: Lesser Marshwort
- Frans: Ache inondée